# HC Slavia Praag
HC Slavia Praag is een Tsjechische ijshockeyclub, uitkomend in de Extraliga, de hoogste divisie van het land. De thuiswedstrijden van de club worden gespeeld in de O₂ Arena. Dušan Gregor werd in 2014 aangesteld als coach van de club.
De grote rivaal van het in 1900 opgerichte Slavia is het andere Praagse team HC Sparta Praag.

## Galerij

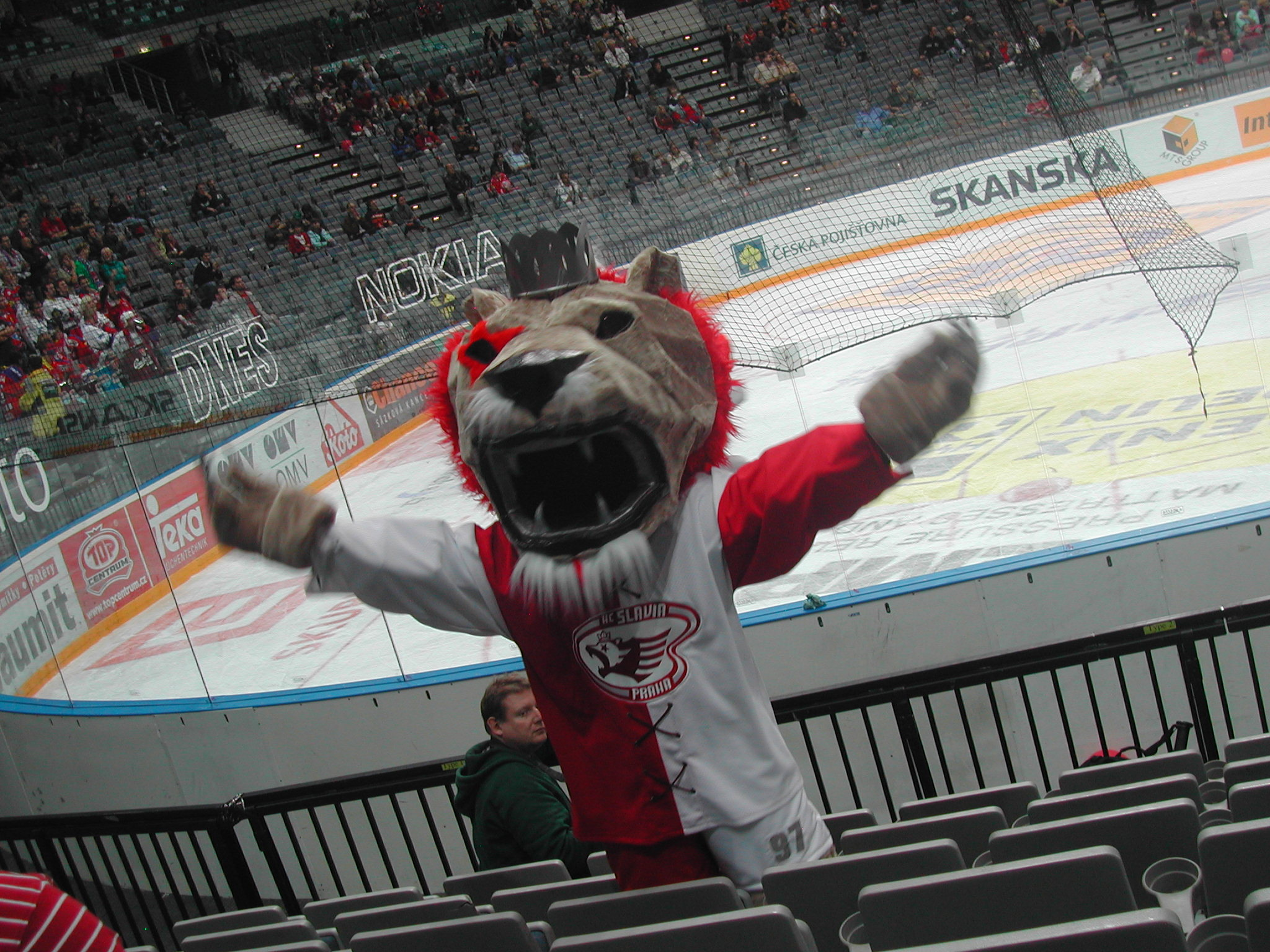
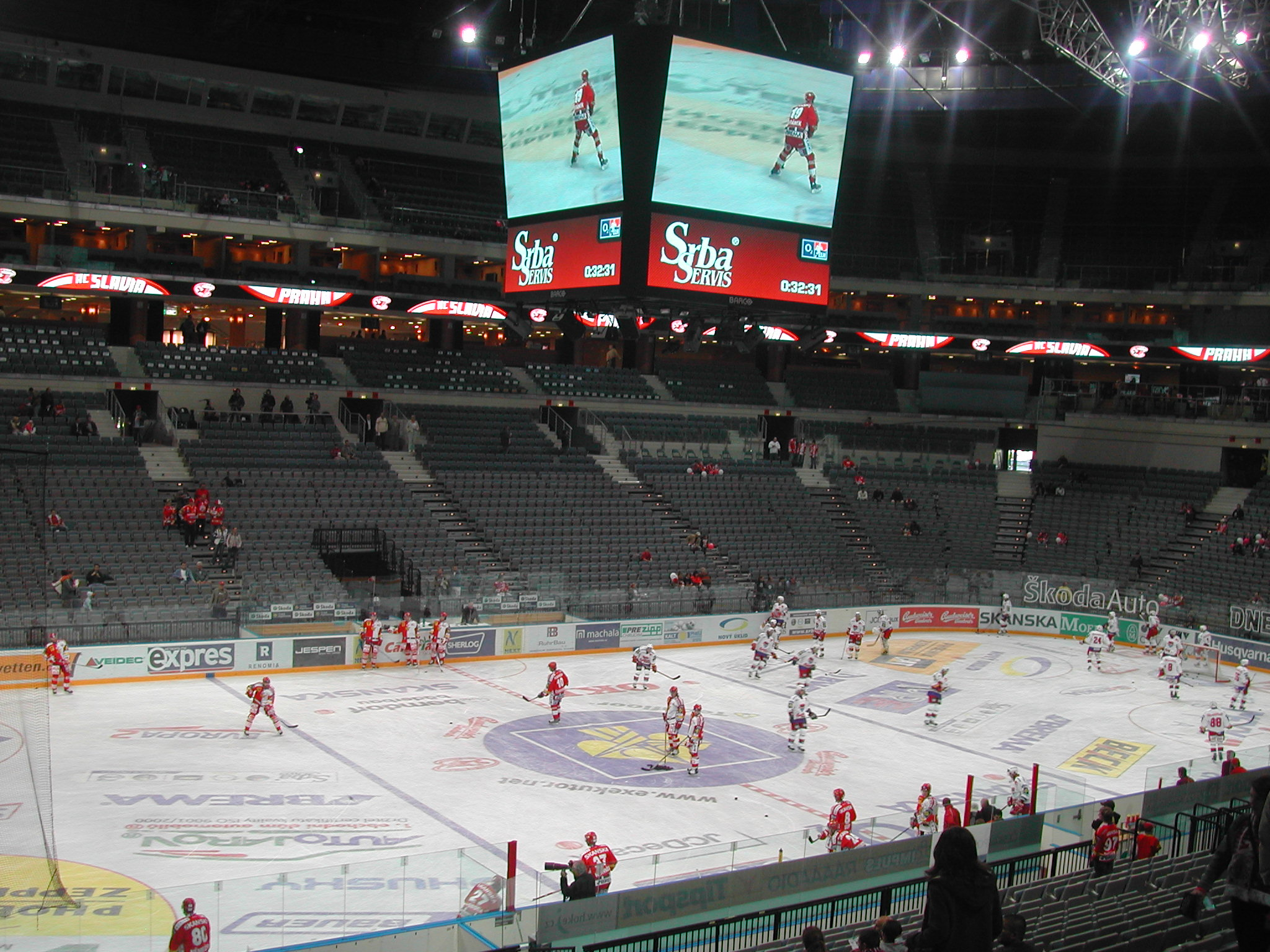
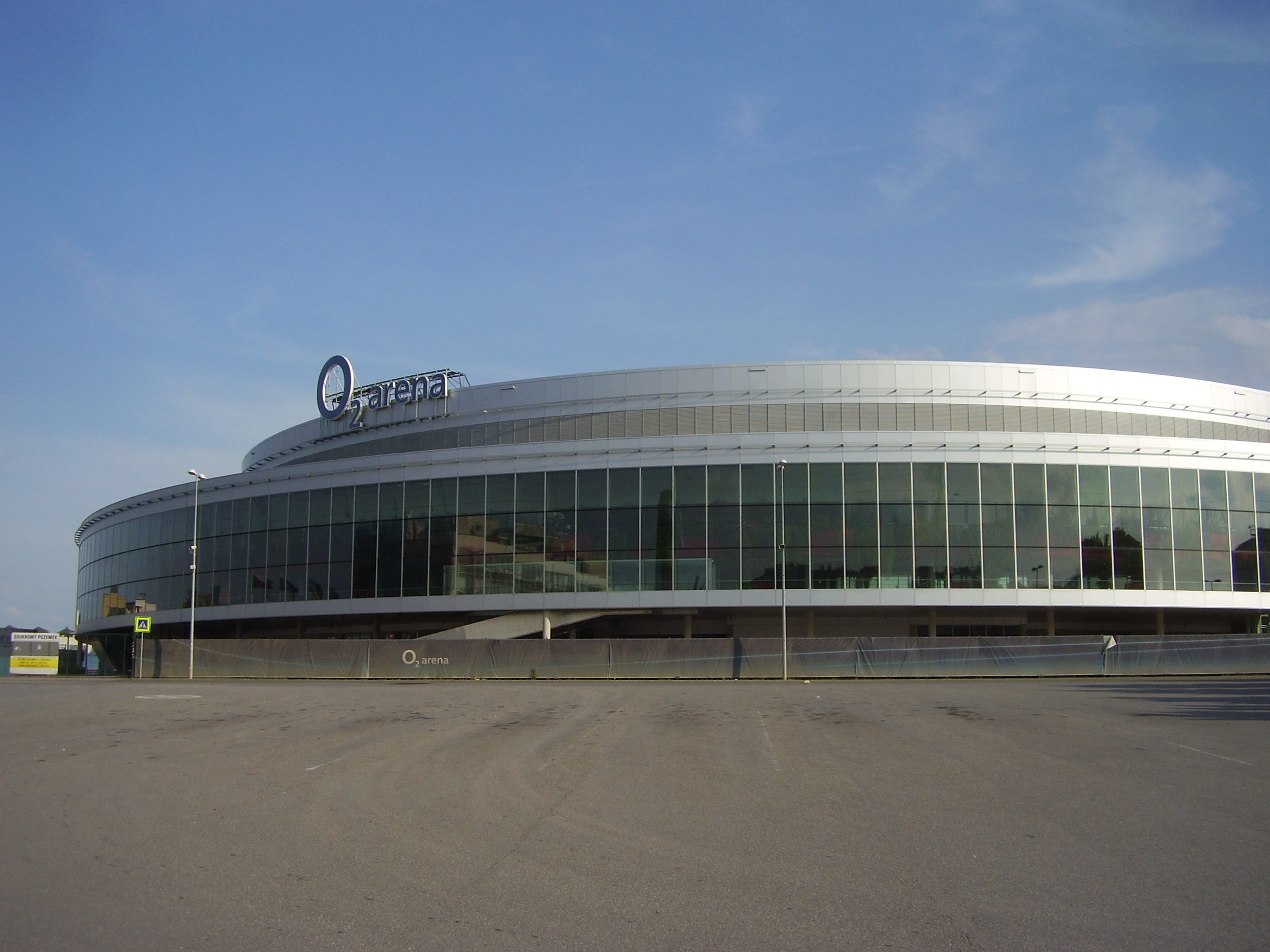

## Landskampioenschappen
- Seizoen 2002-2003
- Seizoen 2007-2008